# Monumento con bestia de pie
Monumento con bestia de pie (en inglés, Monument with Standing Beast) es una escultura de Jean Dubuffet frente al James R. Thompson Center diseñado por Helmut Jahn en el área comunitaria Loop de Chicago, en el estado de Illinois (Estados Unidos). Su ubicación es al otro lado de la calle del Ayuntamiento de Chicago hacia el sur y en diagonal al otro lado de la calle desde el Daley Center hacia el sureste. Es un obra de arte en fibra de vidrio blanca de 8,8 m de altura. Pesa 10 t. Fue presentada el 28 de noviembre de 1984.
Esta es una de las tres comisiones de escultura monumental de Dubuffet en los Estados Unidos. Se ha tomado para representar un animal de pie, un árbol, un portal y una forma arquitectónica. La escultura se basa en la serie de pinturas Hourloupe de Dubuffet de 1960. La escultura y la serie de diseños figurativos y paisajísticos de los que forma parte reflejan sus pensamientos sobre los primeros encargos monumentales, para el One Chase Manhattan Plaza.
La escultura es una de las diecinueve obras de arte encargadas financiadas por el Programa de Arte en Arquitectura del Estado de Illinois en todo el edificio. Este proyecto fue encargado por la Junta de Desarrollo de Capital de Illinois.
La escultura es coloquialmente conocida como "Snoopy en una licuadora".

## Galería

DetalleDetalle
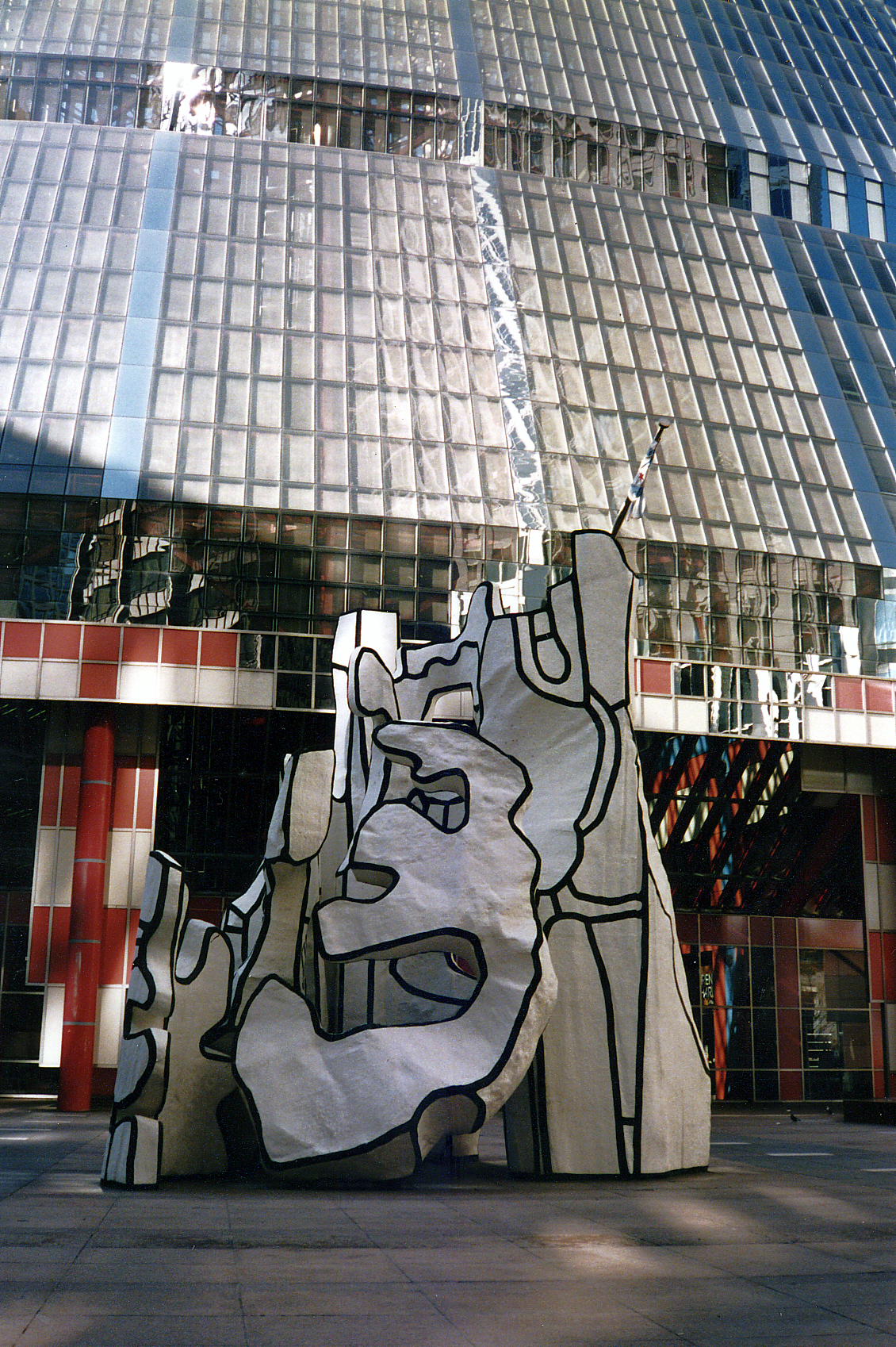
En 1993